# Romualdo Moro
Romualdo Moro (Montevideo, 9 agosto 1929 – Santiago del Cile, 19 giugno 2001) è stato un calciatore uruguaiano.

## Carriera

### In Cile
Moro giunse in Cile nel 1953, e giocò fino al 1956 con l'Universidad Católica, vincendo, tra l'altro, un campionato nel 1954. Nel torneo di quell'anno giocò 33 partite, segnando 13 gol.

### In Italia
Giunse in Italia, al Napoli, nel 1956: al suo esordio avvenuto il 2 dicembre 1956, andò subito in gol contro la Fiorentina.
Totalizzò 12 presenze in maglia azzurra, condite da 5 reti, di cui 2 su rigore.

## Palmarès

### Club
- Campionato cileno: 1

Universidad Católica: 1954